# Aplysilla vansoesti
Aplysilla vansoesti är en svampdjursart som beskrevs av Pedro M. Alcolado 1994. Aplysilla vansoesti ingår i släktet Aplysilla och familjen Darwinellidae.
Artens utbredningsområde är havet kring Kuba. Inga underarter finns listade i Catalogue of Life.